# Pieniądz

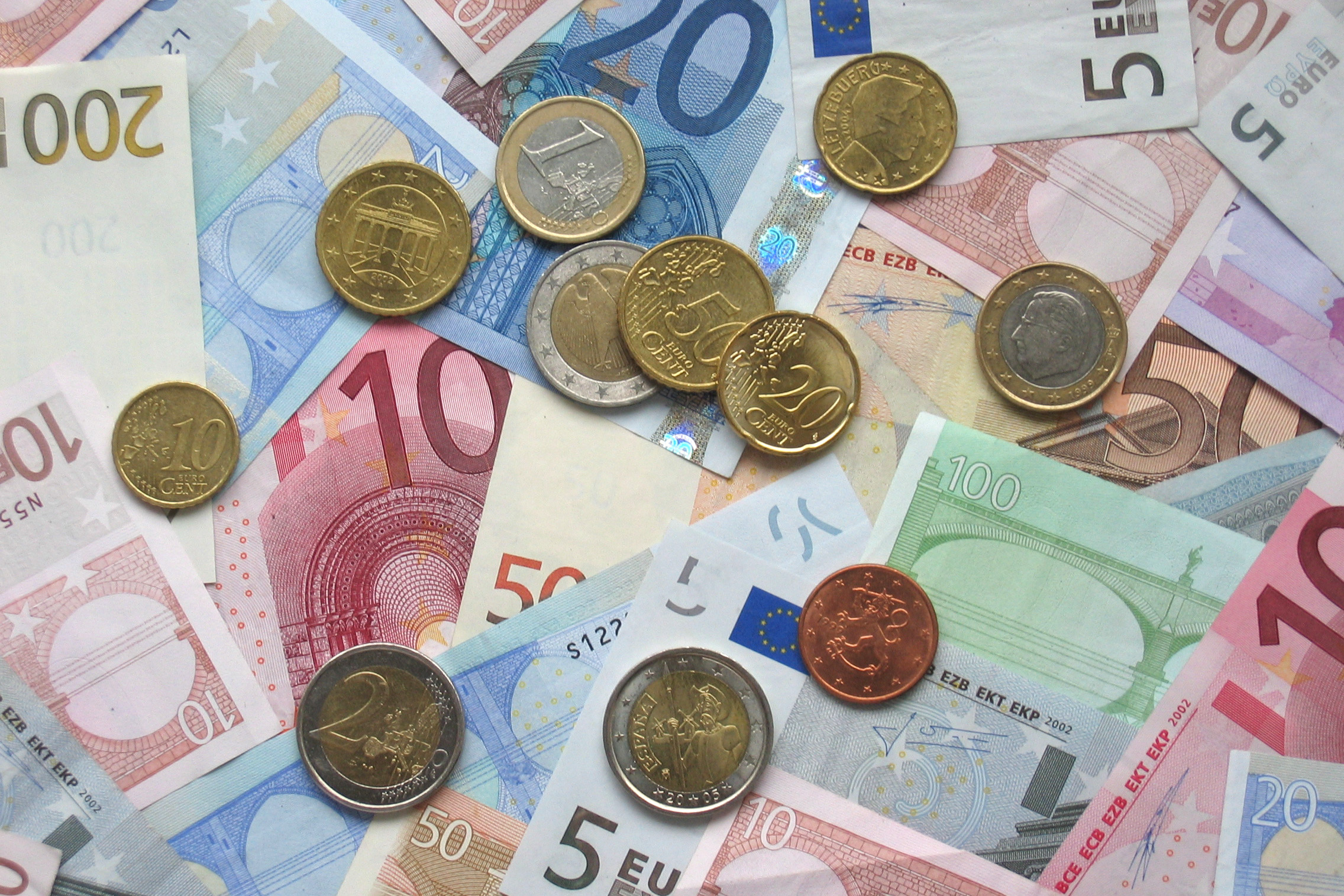
Banknoty i monety, najpopularniejsze formy pieniądza w obiegu (gotówka)

Pieniądz – towar uznany w wyniku ogólnej zgody społecznej za środek wymiany gospodarczej, w którym są wyrażone ceny i wartości wszystkich innych towarów. Jako waluta, krąży anonimowo od osoby do osoby i pomiędzy krajami, ułatwiając wymianę handlową. Innymi słowy jest to materialny lub niematerialny środek, który można wymienić na towar lub usługę. Jest prawnie określonym środkiem płatniczym, który może wyrażać, przechowywać i przekazywać wartość ściśle związaną z realnym produktem społecznym.
Według współczesnej doktryny na pieniądz składają się trzy elementy:
- jednostka pieniężna,
- suma pieniężna,
- znak pieniężny.

Suma pieniężna jest wyrażana w jednostkach pieniężnych, zmaterializowanych w postaci znaków pieniężnych.

## Podstawowe rodzaje pieniądza
- pieniądz zdawkowy (gotówkowy)
  - pieniądz kruszcowy
  - pieniądz metalowy (monety)
  - pieniądz papierowy (banknoty)
- pieniądz rozrachunkowy (bezgotówkowy)
  - czeki
  - weksle
  - obligacje
  - bony
  - pieniądz bankowy
  - pieniądz elektroniczny
  - karty kredytowe
- pieniądz międzynarodowy

## Ekonomiczne funkcje pieniądza

### Funkcja cyrkulacyjna (transakcyjna)
Pieniądz jest powszechnym „środkiem wymiany” w transakcjach sprzedaży. Każdy przyjmuje go za sprzedane towary i usługi, wiedząc o tym, że za pieniądze będzie mógł nabyć inne niezbędne mu dobra (materialne lub usługi). Dzięki pieniądzowi nastąpiło rozdzielenie w czasie transakcji kupna-sprzedaży na dwie odrębne czynności – transakcję kupna oraz transakcję sprzedaży – przez co przestała istnieć konieczność zachowania jedności czasu i miejsca. Towar lub usługa mogą być sprzedane, a za otrzymane pieniądze można dokonać zakupu towaru lub usługi w innym miejscu oraz w innym terminie.

### Funkcja obrachunkowa (miernik wartości towarów)
Pieniądz jest „miernikiem wartości”. Przy pomocy pieniądza możliwe jest wyrażenie wartości innych towarów (w postaci cen towarów w jednostkach pieniężnych), ponieważ jest powszechnym ekwiwalentem. Cena jest pieniężnym wyrazem wartości towarów i usług. Wyrażenie wartości towarów i usług w pieniądzu wiąże się z siłą nabywczą pieniądza. Aby określić cenę towaru lub usługi nie trzeba posiadać pieniądza, gdyż pełni on rolę miernika wartości również abstrakcyjnie.

### Funkcja płatnicza
Pieniądz jest „środkiem płatniczym”. Pieniądz stał się środkiem płatniczym poprzez oddzielenie się ruchu towarów i świadczonych usług w czasie od ruchu pieniądza. Dzieje się tak dlatego, że zapłata za towar lub usługę nie musi następować natychmiast po ich dostawie. Zarówno sprzedający, jak i kupujący zazwyczaj umawiają się co do terminu zapłaty należności za dostarczone towary lub usługi. Powstaje więc zobowiązanie odbiorcy wobec dostawcy, które wyrównane będzie w formie pieniężnej w terminie późniejszym. Pieniądz jest zatem standardem, który określa wysokość odroczonej płatności za dane zobowiązanie. Pieniądz spełnia funkcję środka płatniczego również przy pokrywaniu innych zobowiązań, jak np. z tytułu podatków i opłat, wynagrodzeń pracowników, spłaty kredytów, darowizn itp.
Wraz z rozwojem społeczno-gospodarczym funkcja pieniądza jako środka płatniczego ciągle wzrasta, natomiast jako środka wymiany, maleje. Transakcje gotówkowe występują w obrocie gospodarczym coraz rzadziej, gdyż są zastępowane powszechnie przez obrót bezgotówkowy.

### Funkcja tezauryzacyjna
Funkcję „środka przechowywania wartości (tezauryzacji)” pieniądz spełnia wtedy, gdy środki pieniężne uzyskane ze sprzedaży towarów lub usług nie są przeznaczane na zakup innych towarów lub pokrycie zobowiązań, lecz są przechowywane (oszczędzane).
Przechowywanie pieniędzy jest znacznie łatwiejsze niż innych towarów. Ponadto pieniądz może być w każdej chwili zamieniony na potrzebny towar. Jest on najbardziej płynnym aktywem majątkowym każdego podmiotu gospodarczego lub osoby fizycznej. Można go w każdej chwili wykorzystać jako środek płatniczy. Jednak aby pieniądz prawidłowo spełniał funkcję tezauryzacyjną, musi posiadać zaufanie podmiotów gospodarczych i ludności, w szczególności zaś musi przeważać przekonanie, że jego siła nabywcza nie zmniejszy się w znacznym stopniu.

## Społeczne funkcje pieniądza

### Funkcja behawioralna (zachowawcza)
Pieniądz jest środkiem determinującym ludzkie zachowania, ponieważ jest ekwiwalentem wszystkiego, co jest człowiekowi niezbędne do życia. Kształtuje pragnienia, sposób myślenia, styl życia i konsumpcji. Stał się przedmiotem pragnień, co nie zawsze prowadzi do pozytywnych zjawisk (np. chciwość, skąpstwo, przekupstwo itp.).

### Funkcja motywacyjna
Chęć posiadania pieniądza motywuje ludzi do podejmowania działań w celu jego pozyskania. Działania te mogą mieć dwojaki charakter:
- społecznie uznane – uczciwa praca za odpowiednim wynagrodzeniem;
- nieuczciwe – wynikające z chęci szybkiego wzbogacenia się, np. płatne zabójstwa, handel ludźmi, korupcja itp.

Funkcja motywacyjna pieniądza jest powszechnie stosowana przez pracodawców w celu pobudzenia pracowników do efektywniejszej pracy.

### Funkcja informacyjna (komunikacyjna)
Pieniądze stanowią źródło informacji o sytuacji ekonomicznej państwa, które je emituje. Z kolei wygląd, technika wykonania oraz materiał z jakiego został wykonany pieniądz informują o poziomie kultury danego społeczeństwa.
Płaca natomiast nie jest jedynie miarą wysiłku pracownika, ale informacją co we własnym i społecznym interesie zrobił.

### Funkcja dezintegracyjna
Pieniądz powoduje rozpad struktur społecznych i powstawanie nowych. Dążenie do wzbogacenia się wywołuje wiele różnic między grupami społecznymi. Uwidacznia się rozwarstwienie społeczeństwa pod względem ilości posiadanego pieniądza, co za tym idzie władzy, wpływów, sławy itp.
Pokusa zdobycia pieniędzy za wszelką cenę determinuje rozwój przestępczości. Środki z nielegalnej działalności wprowadzane do państwowego obiegu wpływają niekorzystnie na stabilność finansową państwa.

### Funkcja integrująco-instytucjonalna
Pieniądz wpływa na powstanie i kształtowanie się stosunków między ludźmi. Na ich podłożu powstają instytucje społeczno-finansowe (banki, giełdy, fundacje, zakłady ubezpieczeniowe), które mają za zadanie zaspokajanie społecznych potrzeb. Pieniądz jest też efektywnym narzędziem kontrolowania działalności tych instytucji.

## Pożądane własności pieniądza
Główne wymagania, które obecnie musi spełniać pieniądz sprowadzają się do takich jego cech:
- trwałość – pieniądz nie powinien ulegać łatwemu zniszczeniu,
- poręczność – pieniądz powinien umożliwiać przenoszenie znacznych jego wartości,
- podzielność – pieniądz musi być podzielny na mniejsze jednostki bez straty na wartości,
- jednorodność – pieniądze powinny być do siebie podobne,
- rozpoznawalność – pieniądz powinien być rozpoznawalny,
- ograniczona podaż – pieniądz powinien mieć ograniczoną dostępność (rzadkość w sensie ekonomicznym),
- oryginalność – pieniądz powinien być trudny do podrobienia.

## Historia pieniądza

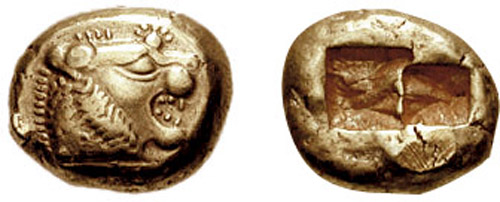
Moneta z Lidii – VI w. p.n.e.

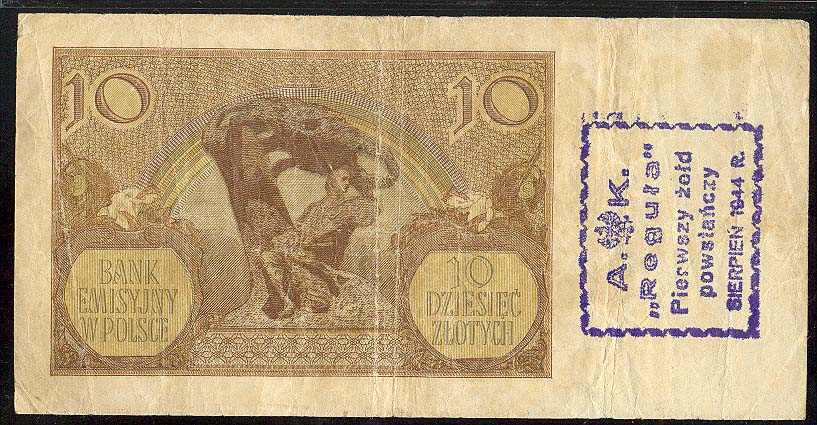
Pieniądz z nadrukiem – pierwszy żołd powstańców warszawskich
(Zobacz też:)

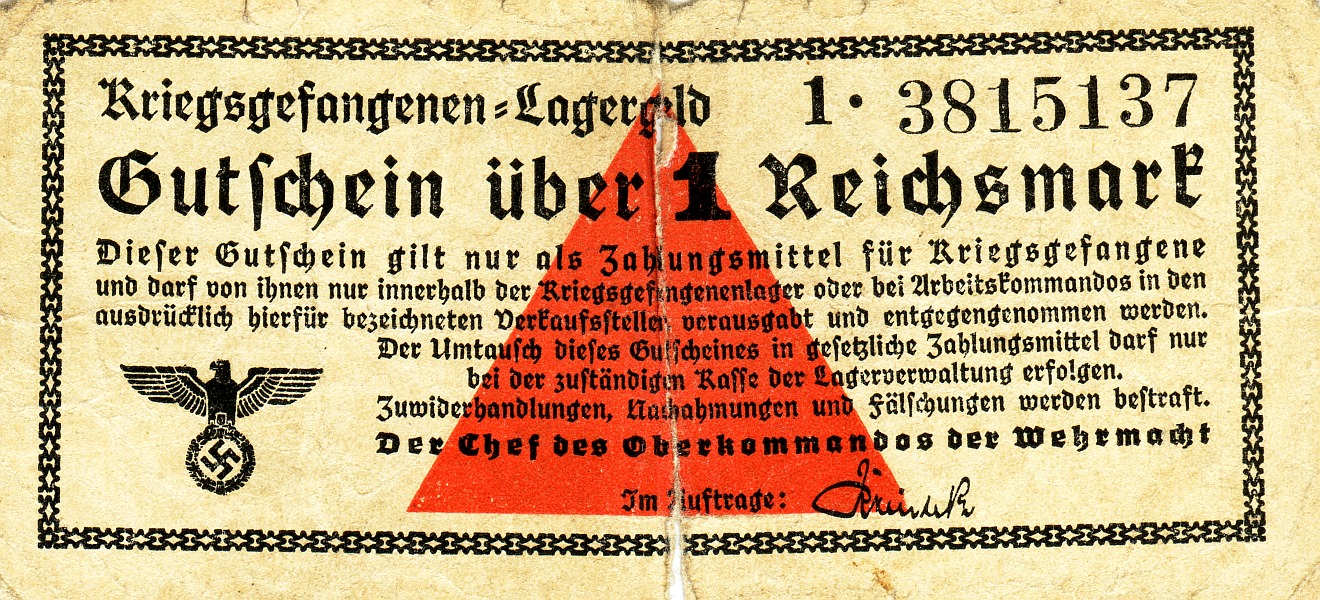
1 marka – pieniądz obozowy używany w obozach jenieckich
(Zobacz też: 2 marki i 10 fenigów)

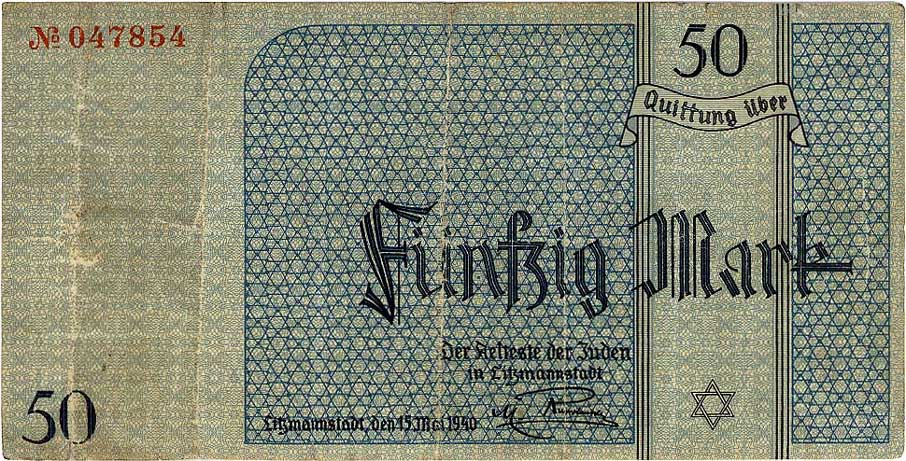
50 marek banknot używany w getcie łódzkim

### Pieniądz pierwotny
W kulturach pierwotnych pojęcie pieniądza jako osobnego środka płatniczego nie istniało. Podstawowym sposobem nabywania dóbr był barter, czyli wymiany na zasadzie przedmiot za przedmiot. Jeden towar wymieniano za inny o niekoniecznie takich samych właściwościach. Szybko jednak zorientowano się, iż nie zawsze taka wymiana towarami była sprawiedliwa, gdyż wartość przedmiotów często nie była taka sama i nie prowadziła do zaspokojenia wszystkich potrzeb. Bezpośrednia wymiana towaru na towar była również uciążliwa. Z czasem więc wprowadzono tzw. pośredników wymiany, którymi zwykle były: sól, zboże, skóry itp. Dobra te były podzielne, trwałe, jednorodne i rzadko występujące. Były to przedmioty ułatwiające zaspokojenie podstawowych potrzeb biologicznych, dlatego też szybko ten sposób wymiany za owe dobra przyjął się w ówczesnym świecie. Podczas tego rodzaju wymiany zachodziły dwie ważne czynności: kupno i sprzedaż, dlatego też możemy powiedzieć, że produkty konsumpcyjne są pierwotną formą pieniądza. Ludzie zaakceptowali taki sposób wymiany, a akceptacja ze strony społeczeństwa jest podstawą by uznać towary konsumpcyjne pieniądzem. Poza tym towary owe można było swobodnie dzielić, a także ich trwałość użytkowa była zadowalająca, co skutecznie wpłynęło na akceptacje „pierwotnego pieniądza”.

### Pieniądz kruszcowy – monety
W procesie rozwoju gospodarki i cywilizacji z biegiem czasu miejsce produktów konsumpcyjnych zajęły metale – najpierw nieszlachetne (brąz, miedź, żelazo) potem szlachetne (srebro, złoto, rzadziej platyna). Metale gwarantowały trwałość użytkową oraz wartość dlatego też stały się formą pieniądza. Od wprowadzenia metali (głównie szlachetnych), jako formy pieniądza wykształciło się pojęcie „pieniądz”. O zastąpieniu towarów konsumpcyjnych metalami zadecydowały właściwości metali. Były one znacznie bardziej trwałe niż towary konsumpcyjne oraz ich wielkość znacznie mniejsza od towarów, co znacznie ułatwiało transport.
Jednak z biegiem czasu, metale zaczęły być uciążliwe. Wymiary metali nie zawsze były takie same, sztaby złota czy srebra zwykle były dużych rozmiarów, a ważenie i dzielenie ich na mniejsze kawałki (pieniądz odliczany) zwykle zajmowało wiele czasu. Pojawiła się więc praktyka by te sztabki złota, czy srebra lub innych metali szlachetnych dzielić, co okazało się trafne. Zaczęto owe metale rozdrabniać na małe kawałki, które zwykle przyjmowały kształt pełnych lub spłaszczonych kulek. Z biegiem czasu zaczęto na nich bić pieczęcie znanych władców, królów by zapobiec fałszowaniu (zmniejszeniu faktycznej ilości danego metalu w kawałku) przy tworzeniu kuleczek metalu. Po nabiciu odpowiednich podobizn, posiadacz nabitych kawałków metalu był świadom i pewien wartości danego „pieniądza”. Przez setki lat kulki metalu, które pełniły funkcje pieniądza były tworzone z kilku metali, jak brąz, srebro, złoto. Z biegiem czasu system bicia metali się wykrystalizował do użytkowania dwóch metali: złota i srebra. Takie kuleczki metalu z nabijanymi podobiznami nazwane zostały monetami.
Twórcami monet prawdopodobnie byli Fenicjanie. Ich miasta: Ugarit, Byblos, Sydon i Tyr to symbole bogactwa, którego źródłem był handel prowadzony niemal ze wszystkimi państwami ówczesnego świata. Jako jedni z pierwszych na świecie opanowali wytop i produkcję wyrobów z brązu. Jednak dzisiejszy stan wiedzy nie potwierdza tej tezy, najstarsze bowiem znalezisko, pochodząca z VII wieku p.n.e. bryłka elektrum (w starożytności nazywano tak stop złota i srebra) opatrzona jest stemplem złotnika z Efezu. Gdy pojawiły się takie prywatne pramonety, już tylko krok dzielił ludzi od wprowadzenia na rynek pieniędzy bitych przez władze państwowe. Monetę wynaleziono prawie jednocześnie w VII w. p.n.e. w kręgu cywilizacji greckiej: w Lidii, położonej na zachodnich wybrzeżach Azji Mniejszej (dziś Turcji), oraz w Argolidzie (Peloponez), państwie Fejdona, do którego należała też bogata w pokłady srebra wyspa Egina. Lidyjskie monety z VII i VI wieku p.n.e. są wykonane z elektrum, po jednej stronie widać na nich wizerunki byka i lwa, a po drugiej kwadratowe wgłębienie spowodowane niedoskonałą jeszcze techniką bicia. Natomiast w Argolidzie używano monet srebrnych. Miały one wybity symbol państwowy, którym był żółw morski (zwierzę poświęcone bogini Afrodycie), a kształtem przypominały spłaszczoną baryłkę.

### Pieniądz papierowy
Jednak wytwarzanie pieniądza ze złota i srebra było kosztowne, a ponadto ilość owych metali nie była wystarczająca do zaspokojenia istniejącego zapotrzebowania. Zaczęto więc swoje zasoby pieniężne zostawiać u złotników, którzy wypisywali tzw. kwity depozytowe, które dowodziły ilości posiadanego złota, czy też srebra przez osobę posiadającą kwit. Nabywcy kwitów mogli oprocentować swoje złoto czy srebro. Kwity depozytowe były aktywem finansowym pojawiającym się w ewidencji dwóch podmiotów: złotnika oraz posiadacza kwitu. Złotnik zobowiązany był do wypłaty określonej kwitem kwoty okazicielowi dokumentu. Tak to też narodziła się kolejna forma pieniądza – pieniądz papierowy – gdyż ludzie coraz częściej regulowali własne długi oraz należności owymi kwitami depozytowymi.
Po pewnym czasie złotnicy zostali bankierami, gdyż zaczęli emitować coraz więcej owych kwitów. Kwity te coraz częściej nie miały pokrycia w złocie czy srebrze – wprowadzane były do obiegu jako zadłużenie wobec bankierów, a odsetki od nich stanowiły dodatkowy dochód dla złotników. W następstwie kwity zostały zaakceptowane przez państwo, które wprowadziło rozporządzenia, dzięki którym owe „bilety” stały się powszechnym środkiem wymiany handlowej. Następnie ustalono bank, który miał emitować banknoty, które zostały środkiem płatniczym, co zażegnało chaos, który powstał, gdy każdy bank rozpoczął rozprowadzanie swoich banknotów. Później banki emisyjne w większości krajów upaństwowiono, wiążąc je w centralną władzę monetarną. Papierowe pieniądze pojawiły się w Chinach, potem w Europie w XVII w.

### Pieniądz bezgotówkowy
Kolejne etapy rozwoju pieniądza wiążą się z powstaniem i rozwojem pieniądza bezgotówkowego, w tworzeniu którego największą role odegrali Fenicjanie. Stworzyli oni namiastki bezgotówkowych form rozliczeń w postaci uwierzytelnionych tabliczek służących do dokonywania operacji finansowych. W późniejszym czasie ludzie nie chcieli trzymać banknotów w domu bo było to niewygodne, dlatego oddawali swoją gotówkę do banku w formie wkładu na rachunek bankowy. Można wyróżnić dwa typy rachunku bankowego: (1) na żądanie, gdzie klient mógł w każdej chwili podjąć gotówkę ze swojego rachunku i (2) terminowe, złożone w banku na określony czas, przed upływem którego nie mogli podjąć gotówki. Następnie pojawiły się takie możliwości, jak polecenie przelewu – gdzie bank przekazywał pieniądze na rachunek innej osoby oraz czek bankowy, za pomocą którego okaziciel czeku mógł wypłacić określoną kwotę z banku. Pieniądz bezgotówkowy spowodował kształtowanie się zaufania społeczeństwa do pieniądza oraz instytucji bankowych.

### Pieniądz elektroniczny
Obecnie popularnym środkiem płatniczym staje się pieniądz elektroniczny. Istota tej formy płatniczej polega na zapisie w pamięci komputera rachunków bankowych, a wpłaty, wypłaty, rozliczenia są realizowane za pomocą kart magnetycznych, na których zapisywane są ruchy związane z naszymi finansami. Regulowanie płatności finansowych za pomocą kart magnetycznych może następować wprost z domu, owymi kartami możemy płacić w sklepach, stacjach paliw, a także za pomocą bankomatów możemy wypłacać gotówkę z naszego konta bankowego.

### Kryptowaluty
Funkcjonowanie pieniądza fiducjarnego jest uzależnione od systemu bankowego. Płatności elektroniczne nie zawsze funkcjonują, mogą być zablokowane. Przelewy międzybankowe trwają od kilku godzin do kilku dni, podlegają kosztom transakcyjnym (szczególnie przelewy międzynarodowe), kontroli organów państwa.
Pieniądz papierowy podlega inflacji, a więc nie jest dobrym środkiem dla tezauryzacji (przechowywania wartości), ponieważ może być dodrukowany przez państwo.
W celu wyeliminowania tych wad walut tradycyjnych wynaleziono w 2009 roku pierwszą kryptowalutę Bitcoin, a wkrótce potem kolejne kryptowaluty. Bitcoin jest dobrem rzadkim (nie powstanie nigdy więcej niż 21 milionów jednostek waluty) oraz bardzo szybkim i łatwym do przesłania (transfer możliwy nawet w ciągu 10 minut). Waluta staje się legalnym środkiem płatniczym w kolejnych krajach.